# Współczesna Ekonomia
Współczesna Ekonomia (Contemporary Economics) – kwartalnik naukowy adresowany do środowiska akademickiego i biznesowego, a publikowany przez Wyższą Szkołę Finansów i Zarządzania w Warszawie. Czasopismo skierowane jest do osób interesujących się finansami i rachunkowością, zarządzaniem oraz ekonomią. 
Kwartalnik znajduje się w wykazie czasopism naukowych prowadzonym przez Ministra Edukacji i Nauki z przyznaną liczbą 100 punktów.

## Zawartość tematyczna
- artykuły naukowe prezentujące różne aspekty współczesnej ekonomii, finansów, bankowości, rachunkowości i zarządzania;
- omówienia artykułów zamieszczonych w krajowych i zagranicznych periodykach naukowych bądź branżowych;
- recenzje książek (polskich i zagranicznych);
- komunikaty z badań;
- studium przypadku (case study);
- informacje z konferencji naukowych.

## Komitet redakcyjny
- prof. dr hab. Henryk Król – redaktor naczelny
- prof. dr hab. Danuta Mliczewska – zastępca redaktora naczelnego
- dr Piotr Szczepankowski – sekretarz redakcji
- dr Marcin Staniewski – zastępca sekretarza redakcji
- prof. dr hab. Witold Jakóbik
- prof. dr hab. Witold Małecki

## Rada programowa
- Maria Sierpińska – przewodnicząca rady programowej (Wyższej Szkoły Finansów i Zarządzania w Warszawie, Polska)
- Zenon Biniek (Wyższa Szkoła Finansów i Zarządzania w Warszawie, Polska)
- Constantin A. Bob. (Academy of Economic Studies Bucharest, Rumunia)
- Marek Brzeziński (Wyższa Szkoła Finansów i Zarządzania w Warszawie, Polska)
- Wiesław Dębski (Wyższa Szkoła Finansów i Zarządzania w Warszawie, Polska)
- Masahiko Gemma (Uniwersytet Waseda, Japonia)
- Zoran Ivanovic (Uniwersytet w Rijece, Chorwacja)
- Victor Martinez Reyes (Florida International University, USA)
- Włodzimierz Rembisz (Wyższa Szkoła Finansów i Zarządzania w Warszawie, Polska)
- Grażyna Rytelewska (Wyższa Szkoła Finansów i Zarządzania w Warszawie, Polska)
- Miemie Struwig (Nelson Mandela Metropolitan University, Republika Południowej Afryki)
- Tadeusz Szumlicz (Wyższa Szkoła Finansów i Zarządzania w Warszawie, Polska)
- Ryszard Wilczyński (Wyższa Szkoła Finansów i Zarządzania w Warszawie, Polska)